# Minerai de fer préréduit
DRI

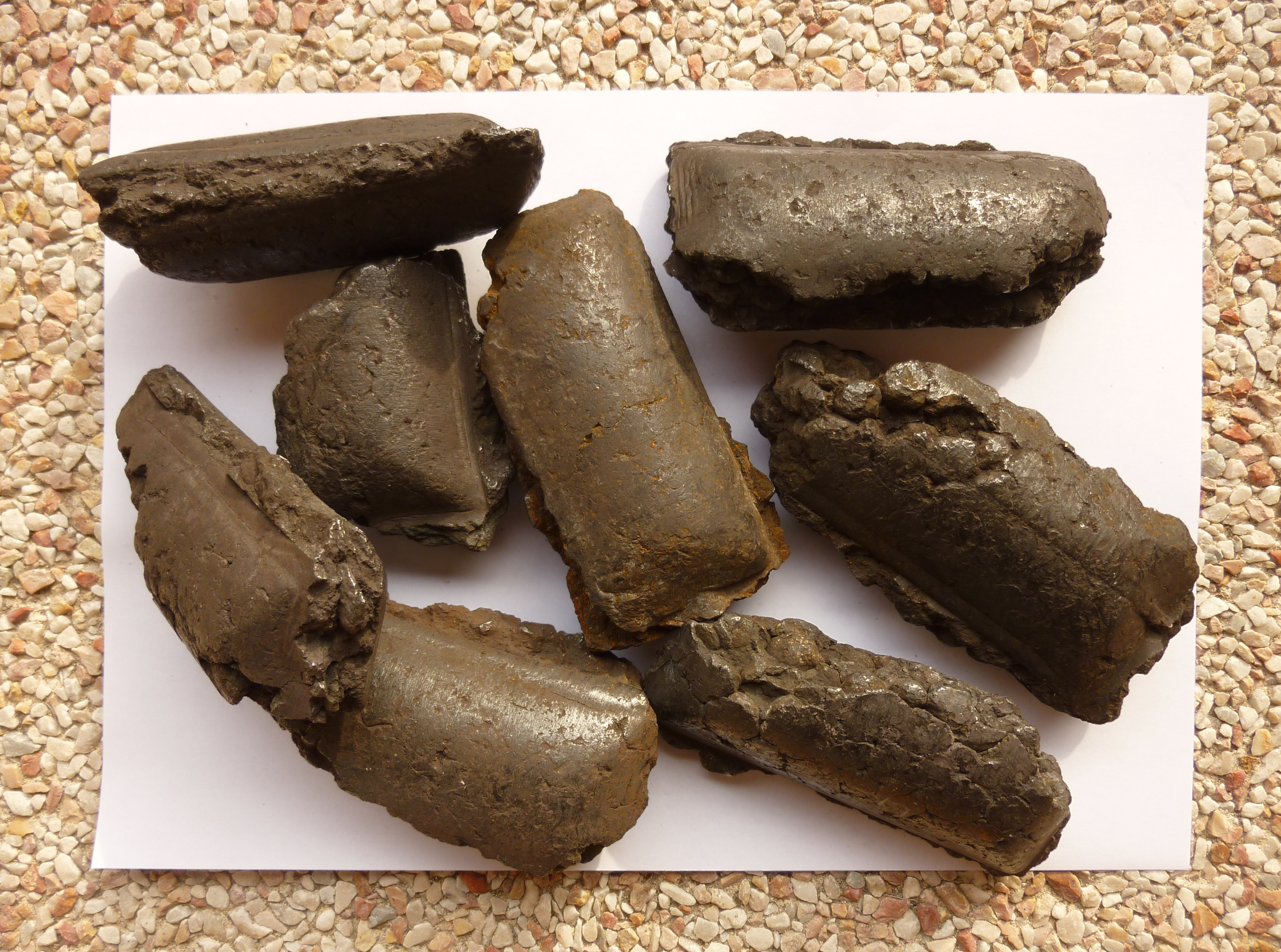
Minerai de fer préréduit sous la forme de fer briqueté à chaud (appelé aussi Hot-briquetted iron, ou HBI), posé sur une feuille A4 pour donner l'échelle.

Le minerai de fer préréduit  (aussi appelé DRI pour direct reduced iron) est un demi-produit sidérurgique, correspondant à du minerai de fer traité par réduction directe. C'est un mélange de fer métallique (environ 95 % de la masse) et de gangue issue du minerai.

## Histoire
Pour un article plus général, voir Histoire de la production de l'acier.
La réduction du minerai de fer sans fusion est, historiquement, le procédé le plus ancien d'obtention de l'acier. En effet, les bas fourneaux produisent une loupe, un agglomérat hétérogène de fer métallique plus ou moins carburé, de gangue et charbon de bois. Ce procédé est remplacé progressivement, à partir du Ier siècle en Chine et du XIIIe siècle en Europe, par le haut fourneau, qui réalise simultanément la réduction et la fusion du fer.
On voit pourtant survivre des bas fourneaux élaborés jusqu'au début du XIXe siècle, comme le tatara ou la forge catalane. Face à la filière indirecte (réduction-fusion au haut fourneau, puis affinage de la fonte), ces procédés ne survivent que lorsqu'ils bénéficient d'au moins un des deux avantages suivants :
- une capacité à traiter des minerais incompatibles avec le haut fourneau (comme les sables ferrugineux qui colmatent le four) ;
- une taille plus « raisonnable » que les usines géantes et leurs contraintes (besoin en minerais et en capitaux, production à écouler, etc.).

Part des différents procédés d'élaboration dans la production mondiale de l'acier

Des procédés plus évolués de réduction directe sont donc développés dès le début du XXe siècle, quand il devient possible de fondre les minerais réduits avec le procédé Martin-Siemens ou le four à arc électrique. Sur ce modèle technico-économique sont industrialisés, avant la Seconde Guerre mondiale, quelques procédés (procédé Krupp-Renn adopté notamment aux aciéries Shōwa, procédé Chenot, etc.) qui restent cependant confidentiels.
Les procédés modernes de réduction directe, fondés sur l'utilisation de gaz naturel en remplacement du charbon, sont étudiés intensivement pendant les années 1950. Le 5 décembre 1957, l'entreprise mexicaine Hylsa démarre à Monterrey la première unité de production industrielle de ce type, le minerai de fer préréduit étant destiné à la fusion au four à arc électrique,. La production de minerai préréduit avec du gaz naturel étant économiquement viable, plusieurs usines sont construites à la fin des années 1960. Un approvisionnement en gaz naturel bon marché étant essentiel à leur rentabilité, la plupart des usines se situent dans les pays riches en pétrole et en gaz, notamment ceux proches de l'équateur.
En 1970, la production mondiale de minerai de fer préréduit atteint 790 000 tonnes. Les procédés alors opérationnels sont le procédé HYL (680 000 tonnes produites), une unité SL/RN, une unité Purofer et la première usine mettant en œuvre le procédé Midrex.
Quoique rentables et novateurs, les procédés inventés ne s'avèrent finalement pas être une révolution technologique capable de supplanter la filière traditionnelle fondée sur le haut fourneau. Mais la quantité d'acier produite à partir de préréduits croît de manière continue, et plus vite que la production mondiale d'acier :
- en 1976, les installations en service totalisent moins de 5 Mt[SF 1] ;
- en 1985, la production annuelle est de 11 Mt pour une capacité installée de l'ordre de 20 Mt, cet écart s'expliquant par les fluctuations du coût de l'énergie[SF 2] ;
- en 1991, la production a représenté 20 Mt[SF 1].
- en 1995, la production mondiale de DRI a franchi la barre des 30 Mt pour la première fois[SF 3].
- en 2010, 70 Mt de DRI ont été produites. 14 % de cette production sont issus des procédés HYL et 60 % du procédé Midrex. Ce dernier procédé a assuré l'essentiel de la croissance de la production au gaz naturel des préréduits[6].

## Fabrication

Évolution de la production de minerai de fer préréduit selon les principaux procédés.

Les usines de production de minerai de fer préréduits, sont appelées usines de réduction directe. Le principe consiste à exposer du minerai de fer à l'action réductrice d'un gaz à haute température (plus de 900 °C). Ce gaz est composé de monoxyde de carbone et de dihydrogène, dont les proportions dépendent du procédé d'obtention.
On distingue deux grandes catégories de procédés :
- les procédés où le gaz réducteur est obtenu à partir de charbon. Le réacteur est alors généralement un four rotatif incliné, semblable à ceux des cimenteries, dans lequel le charbon est mélangé avec du calcaire et du minerai, puis chauffé ;
- les procédés où le gaz réducteur est obtenu à partir gaz naturel. La réduction du minerai est dans ce cas réalisée dans des cuves.

On peut cependant noter que beaucoup des procédés « au gaz » peuvent être alimentés par des unités de gazéification produisant un gaz réducteur à partir de charbon.

## Intérêts et limitations

### Intérêts
Les minerais préréduits sont particulièrement adaptés à la fusion au four à arc électrique où leur pureté chimique leur permettent d'améliorer les enfournements réalisés à partir de ferrailles recyclées. Ils peuvent également être employés comme agents refroidissants dans les convertisseurs à oxygène ou au haut fourneau, où ces matériaux, déjà débarrassés d'une grande partie de l'oxygène initialement contenu, génèrent de sensibles économies de coke ainsi que des gains de productivité (6 à 7 % de production supplémentaire pour 100 kg de préréduits à la tonne de fonte). Dans tous les cas, l'emploi des préréduits dans la sidérurgie dépend des conditions économiques du moment,.
Grâce à l'utilisation du gaz naturel, la transformation du minerai de fer en acier en utilisant des préréduits dégage 20 à 25 % moins de CO2 que le procédé classique fondé sur les hauts fourneaux. La fabrication de préréduits est également beaucoup plus propre en termes d'émission de poussières, de gaz et de consommation d'eau.
En 2003, sur 50 Mt produites, 49 sont allées au four électrique, le reste étant consommé par les hauts fourneaux, les cubilots ou les convertisseurs. On utilise également l'éponge de fer dans divers procédés chimiques car sa grande surface spécifique rend ce produit plus réactif que la limaille, les copeaux ou les pelotes de fil de fer.

### Limitations
Un inconvénient des préréduits réside dans leur teneur en silice, qui donne un laitier acide, incompatible avec la plupart des opérations de métallurgie en poche, comme la déphosphoration.
Le stockage de l'éponge de fer est délicat. En effet, étant donné leur grande surface spécifique, l'oxydation pénètre profondément dans le produit. Exposée à la pluie pendant une année, la métallisation d'une éponge de fer passe de 94 à 83 %. Pour une manutention sûre, il convient donc, après la fabrication, de favoriser la formation d'une fine couche de rouille qui protégera le produit d'une oxydation complète, en l'exposant pendant une centaine de jours à l'air.
Le transport obéit à des règles précises : les fines de préréduit ne doivent pas avoir une humidité comprise entre 0,2 et 12 %. Au contact d'eau, notamment d'eau de mer, le produit s'oxyde en s'échauffant et en dégageant de l'hydrogène. Le produit est donc, dans certaines conditions, pyrophorique. Pour éviter tout risque d'auto-inflammation, il est nécessaire de ventiler les produits pour éviter leur échauffement et de fortes concentrations en hydrogène. En cas de surchauffe, il faut isoler et étaler le produit (l'arroser peut aggraver le phénomène). Une température supérieure à 200 °C est cependant un cas extrême.

## Composition
La teneur en fer dépend évidemment de la richesse du minerai de départ ; mais l'intérêt des préréduits réside essentiellement dans leur très haute teneur en fer. On part donc de minerais riches, calibrés ou sous forme de fines, ou de boulettes. Outre la teneur en fer, les caractéristiques importantes d'un minerai préréduit sont :
- la quantité de gangue, et plus particulièrement la gangue acide (qu'on peut assimiler à la teneur en silice) ;
- sa résistance mécanique ;
- son état de réduction[note 5] ;
- sa teneur en carbone.

| Caractéristiques physiques   | Procédés au charbon | Procédés au gaz naturel |
| ---------------------------- | ------------------- | ----------------------- |
| Granulométrie                | Variable            | Fixe                    |
| État                         | Chimiquement stable | Assez pyrophorique      |
| Masse volumique apparente    | 1,6 - 2,0           | 1,5 - 1,9               |
| Degré de métallisation (%)   | 86 - 92             | 85 - 93                 |
| Transformation en briquettes | Impossible          | Possible                |
| Composition chimique         |                     |                         |
| Fer métallique (%)           | 80 - 84             | 83 - 86                 |
| Oxydes de fer (%)            | 6 - 9               | 5 - 8                   |
| Gangue (%)                   | 3 - 4               | 2 - 6                   |
| Carbone (%)                  | 0,2 - 0,25          | 1,2 - 2,5               |
| Fondants (%)                 | 1 - 3               | 0 - 3                   |
| Métaux non ferreux (%)       | 0,3 - 0,5           | 0                       |
| Soufre (%)                   | 0,02 - 0,03         | 0,05 - 0,25             |
| Phosphore (%)                | 0,04 - 0,07         | 0,03 - 0,08             |

Le préréduit est commercialisé sous deux formes : le DRI qui se présente souvent sous la forme d'une boulette, et le HBI, obtenu par compactage à chaud de la matière.

### Éponge de fer (DRI)
Dans le cadre de la préréduction, la réduction étant en pratique réalisée vers 1 100 °C, le produit obtenu garde l'aspect du
minerai traité. Suivant sa nature, on trouve donc les produits suivants :
- poudre de fer, si on est parti de fines de minerai ;
- minerais réduits, ou parfois métallisés, quand le produit initial est du minerai de fer calibré ;
- boulettes de préréduits si on est parti de minerai en boulettes.

Toutes ces formes de minerai préréduit sont parfois qualifiées d'éponge de fer à cause de leur nature très poreuse et de leur grande surface spécifique, qui peut atteindre 10 000 fois la surface externe. L'appellation la plus commune reste cependant « DRI », de l'anglais « Direct Reduced Iron ».
La forme de DRI la plus fréquemment commercialisée est la boulette de préréduit, une bille d'environ 10 mm de diamètre, à la fois parce que la richesse en fer du produit de départ est favorable aux procédés utilisés, et aussi parce que ce conditionnement facilite la manutention. Il reste que, quelles que soient leurs formes, les préréduits bruts sont, de par leur nature poreuse et leur affinité avec l'oxygène, très pyrophoriques et sensibles à l'humidité : leur stockage ainsi que leur manutention doivent en tenir compte.
Le produit final a une densité de 3,2 et, en vrac, celui-ci a une masse volumique apparente de 1,6 t/m3.

### Briquettes (HBI)

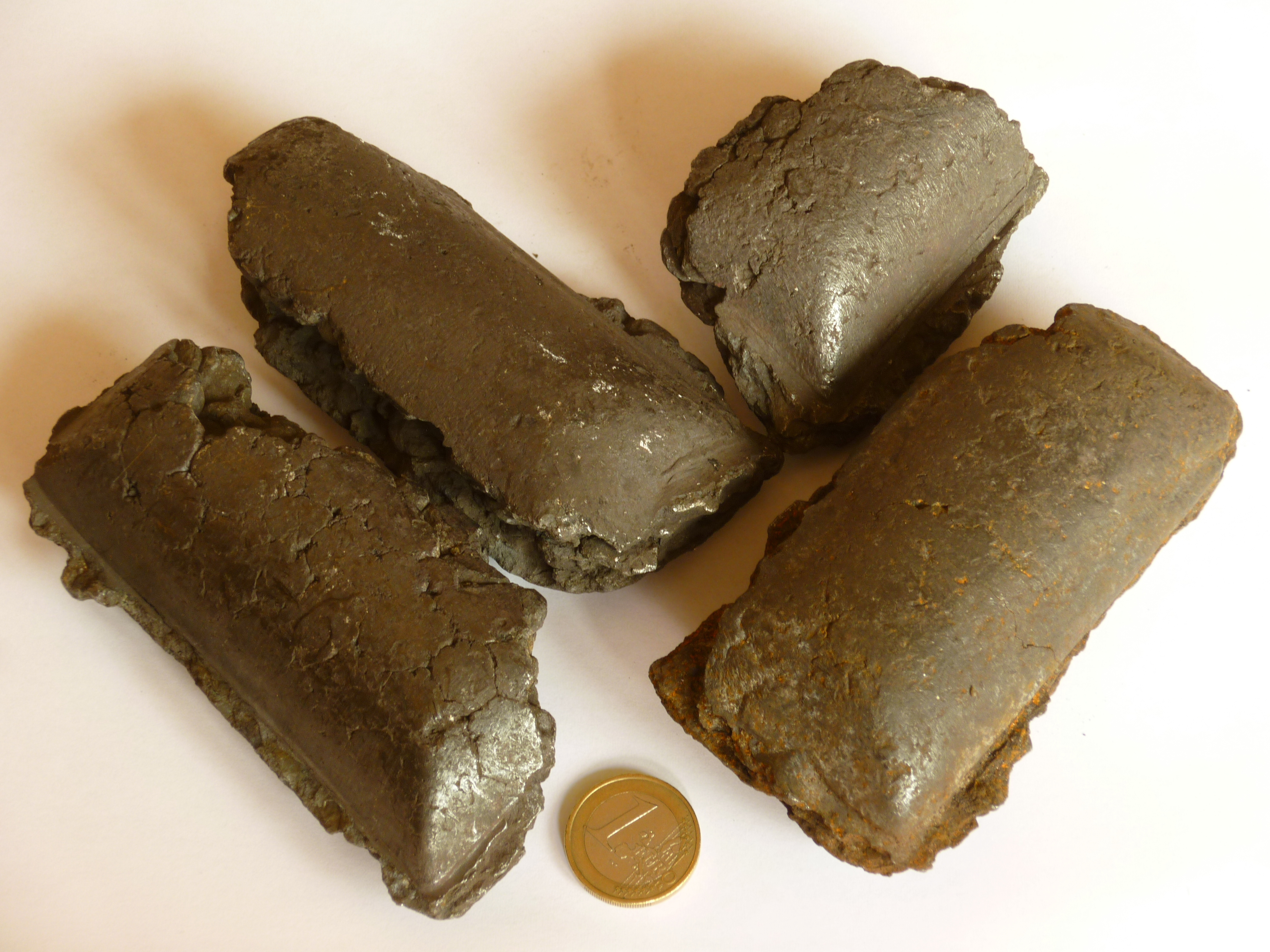
Minerai de fer préréduit briqueté à chaud (HBI).

Les briquettes sont issues de la compression à 650 °C de minerai préréduit (d'où leur nom de « HBI » pour « Hot-Briquetted Iron »). Le produit final ressemble à un galet d'une dimension généralement calibrée à 110 × 60 × 30 mm, le préréduit constituant les briquettes atteignant une densité de 5. En vrac, les briquettes ont une masse volumique apparente de 2,5 t/m3.
Leur teneur en carbone dépasse rarement 2,5 %. Peu pyrophoriques, les briquettes sont destinées à être valorisées loin de leur lieu de production.